# 優雅な悪事
『優雅な悪事』（ゆうがなあくじ）は、佐野洋による日本の推理小説。
1976年・実業之日本社初刊。連作短編のスタイルになっている。女スリの「悪が巨大な悪を倒す」痛快な活躍を描く。

## テレビドラマ
2001年と2003年にテレビ東京・BSジャパン共同制作「女と愛とミステリー」で放送されたシリーズ。全2回。主演は岩下志麻。

### キャスト

#### レギュラー
原口頼子
演 - 岩下志麻
かつて女優だったが芽が出ずジュエリーデザイナーに転身した。唯一の主演映画「危険な遊戯」の役作りにて本物のスリ犯人からの指導で身に付けた、本物のスリの腕前を持っている。しかし悪用はせず、悪党を懲らしめる事にしか使っていない。離婚して慰謝料代わりにもらったマンションに暮らしている。独身。
辻純一郎
演 - 金子賢
方々に借金を作り人生をフラフラしていた時、頼子のスリの現場を目撃し、その腕前に惚れ込んで押しかけ弟子となる。
渋海笙子
演 - 岸田今日子
宝石店店主。頼子のデザインのジュエリーを売っている。

#### ゲスト
第1作「美人スリが盗んだ女の死亡診断書」（2001年）
- 大本重次郎（生島建設東京営業一部 部長） - 石橋蓮司
- 平国圭之助（平国クリニック 院長・志加子の死亡診断書を書いた医師） - 石田太郎
- 島崎春江（頼子の家のおしゃべりな家政婦） - 風見章子
- 柿内志加子（クラブ「SHANGRILA」ママ・殺人事件被害者） - 栗田よう子
- 大本の手下 - 杉崎浩一、大西耕治、竹本純平
- ショップ店員 - 元井須美子
- 島田の部下の刑事 - 遠山俊也
- 近藤三郎（純一郎の借金の貸主） - 西村雅彦
- 近藤の子分 - 住若博之
- 島田武（警視庁刑事・頼子のファン） - 古尾谷雅人
- あん、峯岸みくさ、近岡俊太、川嶋孝、向山侑希、穂坂静好

第2作「京都華道家元連続殺人事件」（2003年）
- 貝塚（京都府警刑事） - 篠井英介
- 山崎五郎（純一郎の借金の貸主） - 六平直政
- 北村伊織（華道家・殺人事件第1被害者） - 西條三恵
- 坂東忠久（松泉流高弟） - 谷口高史
- 後藤（貝塚の後輩刑事） - 村井克行
- 福永治美（伊織の同期生） - 出口結美子
- 谷村絵里（伊織の同期生） - 真由子
- 松泉流発表会の参加者 - 宮本毬子
- 寺内（京都の宝石商） - 大竹修造
- 刑事 - 山内勉
- 松泉流発表会の司会者 - 立川貴博
- 龍安寺住職 - 真田実
- 浜中宗介（代議士） - 家邊隆雄
- ウェイトレス - 宮坂美帆
- 黒田伸一（頼子を狙う探偵） - ベンガル
- 服部誠一（道子の夫） - 西田健
- 服部道子（華道松泉流家元） - 野川由美子
- 富永佳代子、田村良雄、田中江利奈、佐藤学、吉井一彦、中原和敏、柄谷吾史、今村幸代、今堀有希、山川充子、三谷信之、前川知子

### スタッフ
- 脚本 - 吉田剛（第1作）、関根俊夫
- 監督 - 松原信吾（第1作）、松本明（第2作）
- 音楽 - 渡辺博也
- 選曲 - 合田豊（第1作）
- 第1弾技術協力 - オムニバス・ジャパン、神奈川メディアセンター
- 第2弾プロダクション協力 - 松竹京都映画

撮影 - 石原興
照明 - 中島利男
編集 - IMAGICAウェスト
- プロデュース - 不破敏之、只野研治（第2作）、佐々木孟（第1作）、佐々木淳一
- 製作 - テレビ東京、BSジャパン、松竹

### 放送日程
| 話数 | 放送日        | サブタイトル                   | 脚本            | 監督     |
| ---- | ------------- | ------------------------------ | --------------- | -------- |
| 1    | 2001年4月04日 | 美人スリが盗んだ女の死亡診断書 | 吉田剛 関根俊夫 | 松原信吾 |
| 2    | 2003年5月28日 | 京都華道家元連続殺人           | 関根俊夫        | 松本明   |